# Triglochin maritima
El Junco bastardo marino (Triglochin maritima) es una especie de junco muy habitual en las marismas del norte  Europa, llegando a existir incluso en el Mediterráneo. Es muy similar a la Triglochin palustris. En la cocina alemana del norte (Baja Sajonia) se emplea cocida en la elaboración de algunos platos: Röhrkohl. Es una planta venenosa para el Ganado.

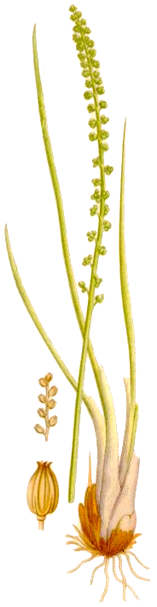
Ilustración

## Características
Se trata de una planta perenne que alcanza alturas de 50 a 60 cm de altura, rizomatosa, con un tuberobulbo en la base del que se organizan (5) 6-10 hojas y 1(2) inflorescencias dispuesta lateralmente. Tuberobulbo 7-16 mm de diámetro, subvertical, membranaceo, algo fibroso, con numerosas raíces dispuestas en un solo lado de la base; fibras hasta de 0,3 mm de diámetro, ± largas,escasas, mezcladas con los restos de las vainas, blanquecinas. Hojas 9-45 cm, todas convaina y limbo, rara vez algunas solo con vaina; vaina (2)8,5-13 cm, de márgenes soldados en el ápice en forma de lígula, ensanchada en la base, membranácea, con 13-20 nervios prominentes; lígula 2-5 mm; limbo 7-30 x 0,1-0,45 cm, semicilíndrico.Inflorescencias frecuentemente más larga que las hojas, pedunculadas; pedúnculo (5)9-47 x 0,1-0,3 cm; espiga o racimo (3)6,5-25 cm, con 17-75 flores –a veces más de 100flores–. Flores sésiles en la antesis, pediceladas en la fructificación; pedicelos 1,5-4(6) x0,4-0,5 mm, rectos o algo arqueado. Tépalos 1,8-2,5 x 1,4-2,5 mm, membranáceos en elápice, verdosos. Anteras 0,9-1,6 x 0,5-1,2 mm, reniformes, amarillas. Gineceo con 6carpelos desarrollados; estigma subesférico, terminal, sésil. Fruto 3-4(5) x 2-3 mm,ovoideo o subcilíndrico-ovoideo, con los 6 mericarpos desarrollados, pero frecuentemente algunos de los 6 sin semilla desarrollada; mericarpos 3-4(5) x 1-1,4mm, elípticos o triangulares en sección transversal, con 1 costilla en cada margen deldorso y otra costilla en el vientre. Semillas 1,9-2 x 0,4-0,5 mm, subcilíndricas, un pocoarqueadas, ruguladas longitudinalmente, negruzcas o parduscas. 2n = Tiene un número de cromosomas de 24, 48, 120; n =24, 60?.

## Taxonomía
Triglochin maritima fue descrita por Carlos Linneo y publicado en Species Plantarum 1: 339. 1753
Citología
Número de cromosomas de Triglochin maritima (Fam. Juncaginaceae) y táxones infraespecíficos: 2n=24.
Sinonimia
- Triglochin concinna Burtt Davy
- Triglochin concinna var. debile (M.E.Jones) J.T.Howell
- Triglochin debile Á.Löve & D.Löve
- Triglochin elata Nutt.[2]

## Nombre común
- Castellano: junco bastardo marino.[4]